# César Montes
César Jasib Montes Castro (Hermosillo, 24 de fevereiro de 1997) é um futebolista mexicano que atua como zagueiro. Atualmente defende o Lokomotiv Moscou.

## Carreira
César Montes fez parte do elenco da Seleção Mexicana de Futebol nas Olimpíadas de 2016 e nas Olimpíadas de 2020.

## Títulos
Seleção Mexicana
- Copa Ouro da CONCACAF: 2023, 2025
- Liga das Nações da CONCACAF: 2024–25

### Prêmios individuais
- Equipe do torneio do Torneio Internacional de Toulon: 2018[3]